# Alfons XI av Kastilien
Alfons XI av Kastilien, född 13 augusti 1311 i Salamanca, död 26 mars 1350 i Gibraltar, var en monark (kung) av Kastilien.

## Biografi
Son till Ferdinand IV av Kastilien och till Konstantia av Portugal och barnbarn till María de Molina, som trädde in som regent under Alfonsos barndom. Han intog tronen i Kastilien och León när han var ett år gammal. Han blev myndig 1326 när han var fjorton år.
Så snart han hade fått den kungliga makten började han ett mödosamt arbete för att stärka den kungliga makten. Från tidig barndom visade han sin förmåga som regent och tvekade inte att avrätta sina möjliga motståndare (till exempel  Juan de Haro "den enögde" (1326).

## Galleri

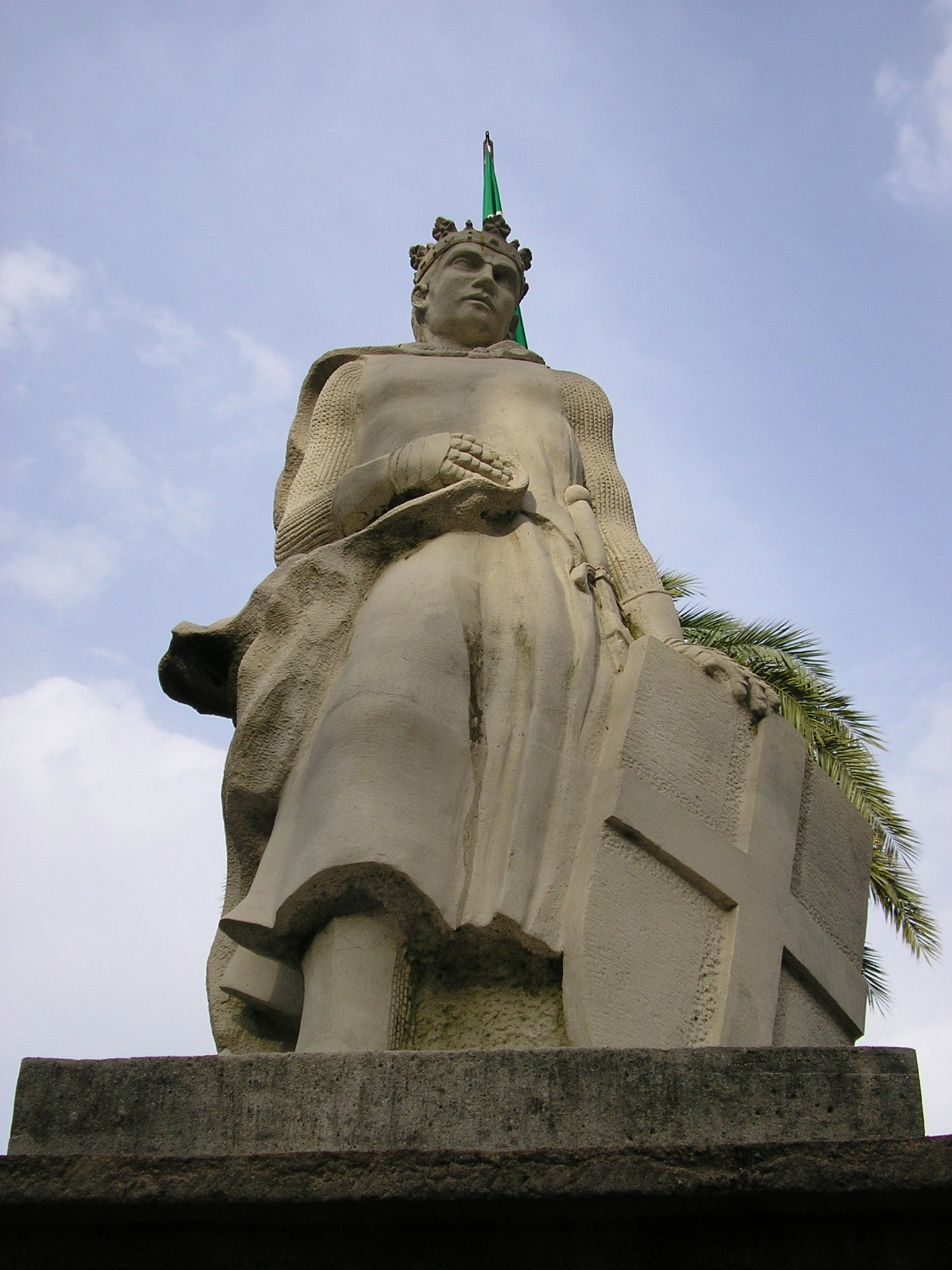
Alfons XI av Kastilien.